# Sant Cosme (Sapeira)
Sant Cosme és una muntanya de 1.128,2 metres que es troba a l'antic terme municipal de Sapeira, de l'Alta Ribagorça, ara del terme de Tremp, a la comarca de la Pallars Jussà.
Sant Cosme és una muntanya que forma una petita serra damunt i al sud del barranc d'Esplugafreda i al nord del barranc d'Escarlà. Separa aquestes dues valls ribagorçanes.